# Henry Docwra
Henry Docwra, I Barón Docwra de Culmore (1564 – 18 de abril de 1631) fue un destacado soldado y estadista inglés a comienzos del siglo XVII en Irlanda. Es a menudo llamado  "el fundador de Derry", por su papel en el establecimiento de la ciudad.

## Contexto
Nació en Chamberhouse Castle, Crookham, cerca de Thatcham, Berkshire, de una familia humilde, los Docwras, originarios de Yorkshire. Era el hijo único  de Edmund Docwra MP y su mujer Dorothy Golding,  hija de John Golding de Halstead, Essex, y hermana del famoso traductor Arthur Golding. Su padre era un político local prominente, que se sentó en la Cámara de los Comunes como MP para Aylesbury en el Parlamento de 1571. Más tarde tuvo que vender Chamberhouse por problemas de dinero, lo que pudo ser una de las causas por las que su hijo siguió la carrera militar. Los Docwra no parecen haber tenido parientes influyentes, y esto supuso un problema para Henry durante su carrera, en una época en la que los conexiones familiares revestían gran importancia.

## Carrera militar
Tras servir varios años como soldado profesional enPaíses Bajos y Francia, Docwra, que estaba aún en la veintena, fue enviado por la Corona inglesa a Irlanda aproximadamente en 1584. Fue hecho condestable del castillo de Dungarvan, y sirvió con Sir Richard Bingham, gobernador de Connaught, en 1586. Bingham sitió el castillo de Annis cerca de Ballinrobe, y utilizó Ballinrobe como base para intentar pacificar Mayo. Fue incapaz de someter al clan Burke, la fuerza política dominante en mayo, y la campaña acabó inconclusivamente.

### Servicio con Essex y Vere
Docwra abandonó Irlanda alrededor de 1590. Como muchos ambiciosos jóvenes cortesanos de su época,  entró al servicio del Conde de Essex, favorito real, y luchó junto a él contra España. Participó en el Asedio de Rouen en 1591-2, y en la Captura de Cádiz en 1596 donde fue nombrado caballero por Essex en persona por "actos de valor" no especificados. Al año siguiente sirvió bajo Sirr Francis Vere en las campañas de Mauricio de Nassau en Brabante, y pasó los últimos años 1590 en el Países Bajos, distinguiéndose en la Batalla de Turnhout. No participó en la fallida expedición de Essex a las Azores en 1597.

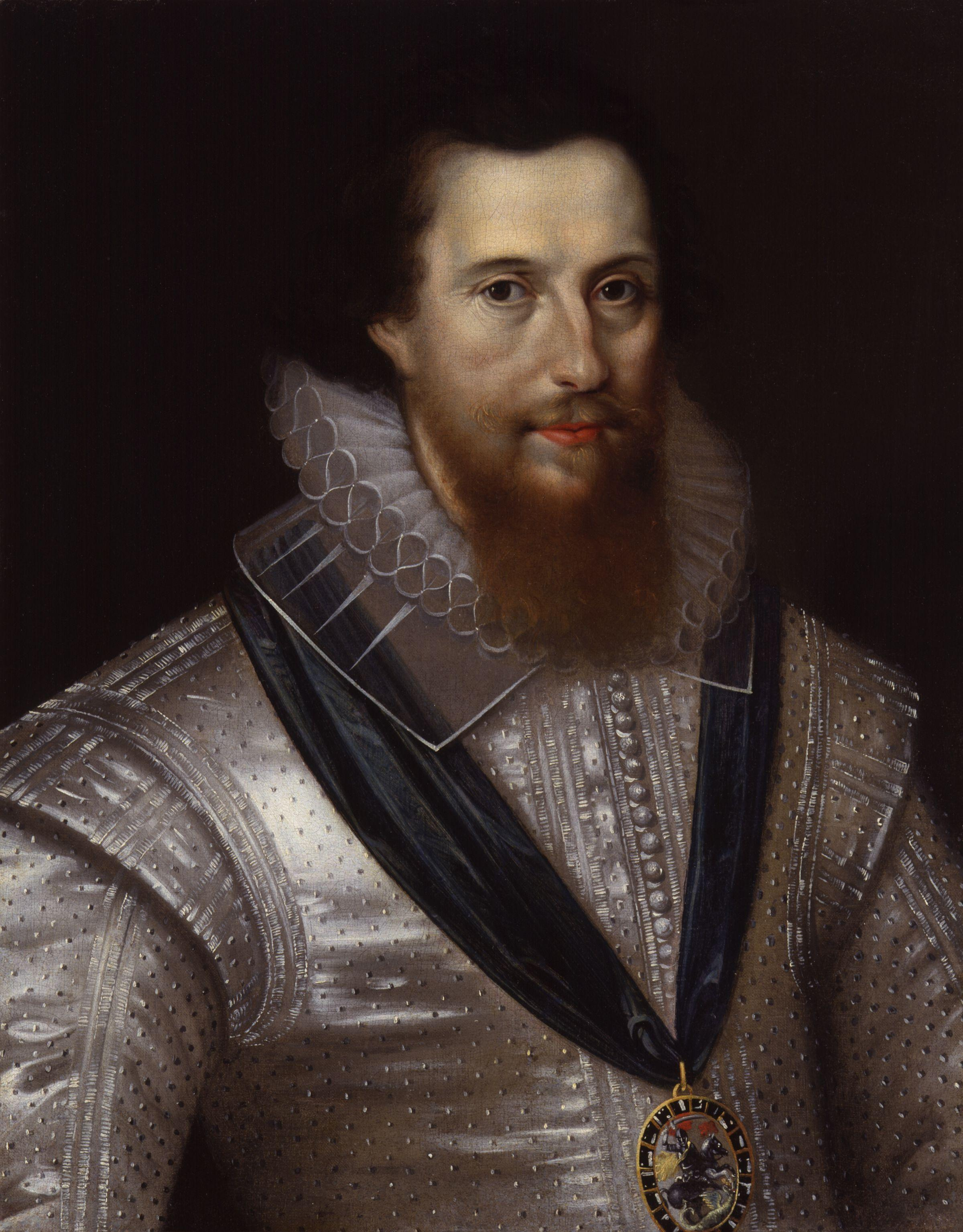
Robert Devereux, II conde de Essex

### Regreso a Irlanda
En 1599, para su "inexpresable contento", fue enviado de vuelta a Irlanda para servir con Essex durante la Guerra de los Nueve Años, actuando como su asesor jefe en asuntos militares irlandeses. Durante los desastrosos intentos de Essex intentos desastrosos por pacificar Irlanda, Docwra estuvo ocupado principalmente en intentar cometer a los O'Byrne de Condado de Wicklow. No tomó parte en las polémicas negociaciones de Essex con Hugh O'Neill, el líder irlandés durante la guerra. De esas negociaciones salieron un conjunto de acuerdos llamados Cessation, que fueron atacados por los enemigos de Essex como una total capitulación inglesa ante los irlandeses. La reacción de la Reina fue decir Essex bruscamente que si ella hubiera querido abandonar Irlanda, no habría sido necesario enviarle allí. Docwra había regresado a Inglaterra con Essex en el otoño de 1599. En 1600 fue devuelto a Irlanda como comandante de un ejército de 4000 hombres y capturó el sitio arruinado de Derry en mayo de 1600. Prosiguió la lucha hasta 1603.
La Cessation provocó la caída en desgracia de Essex, que se rebeló contra Isabel I, por lo que fue ejecutado como traidor en febrero de 1601. Docwra, que había permanecido prudentemente en Irlanda durante la crisis, no fue sospechoso del complot de Essex, y obtuvo rápidamente la confianza del sucesor de Essex como Lord Diputado de Irlanda, Mountjoy, pese a que luego tuvieron disputas sobre la política de Docwra en el Úlster.  Su biógrafo remarca que si no recibió una gran consideración como político, Docwra al menos tenía instinto de supervivencia.

## Conquista de Úlster
En abril de 1600 Docwra recibió un ejército de 4200 hombres para someter el Úlster. Desembarcó en Carrickfergus, y alcanzó Culmore donde se fortificó en un castillo arruinado allí y Flogh, cerca de Inishowen, Donegal. Llegó hasta lo que ahora es la ciudad de Derry, fortificó la colina y tendió las primeras calles de la ciudad nueva. Aguas arriba del Río Foyle reforzó Dunnalong, una posición entre Donegal y Tyrone, en julio de 1600. Construyó bastiones en forma de estrella de inspiración holandesa, cada cual rodeada por una muralla de tierra y circundada por un foso, en los tres emplazamientos de Culmore, Derry y Dunnalong. También se enzarzó en varias escaramuzas con los irlandeses, ganándose su admiración por su valor y astucia, y resultó gravemente herido por Black Hugh O'Donnell, un primo de Red Hugh O'Donnell, jefe del clan O'Donnell .
A lo largo de su carrera en Úlster, mostró gran habilidad notable para crear división entre los principales clanes irlandeses principales, y obtuvo el apoyo de varios destacados jefes irlandeses, incluyendo miembros de los O'Neill y O'Donnell. Su más hábil maniobra diplomática fue ganar para la corona, al menos, al menos por un tiempo, la lealtad de Niall Garve O'Donnell, primo y cuñado de Red Hugh. Una acusación frecuente contra Docwra por parte de sus enemigos era su credulidad ante las promesas de la lealtad hecha por los caciques gaélicos, y las diferencias sobre este punto provocaron un enfrentamiento entre Docwra y Mountjoy. De hecho, Docwra, que era un hombre sensato, no esperaba que ninguno de los jefes fueran leales "si los españoles se aproximaran a estas orillas", o si los ingleses sufrieran cualquier derrota militar decisiva a manos de los irlandeses. Su actitud era simplemente que, mientras durara, el apoyo de hombres como Niall Garve era una ventaja política que los ingleses deberían explotar al máximo.
El invierno de 1600/1601 se empleó en más expediciones militares y negociaciones con los irlandeses. En 1602 aseguró Dungiven Castle de Donnell Ballagh O'Cahan, el vasallo principal o 'uriaght' de Hugh O'Neill. Esto le dio el control de la mayor parte del actual Condado de Londonderry, e hizo que O'Cahan cambiara de bando, privando a O'Neill de gran parte de su fuerza. Se unió con Mountjoy para aplastar finalmente a Hugh O'Neill, que se sometió a Mountjoy en Mellifont en marzo de 1603. Se dice que la campaña militar fue excepcionalmente brutal, resultando en la muerte de miles de civiles irlandeses.
A la muerte de Isabel I, fue la firme acción de Docwra  la que impidió un levantamiento en el norte de Irlanda de su aliado, Niall Garve O'Donnell, enfurecido por no haber sido nombrado conde de Tyrconnell, título que fue a parar a su primo Rory O'Donnell. Niall fue convencido, a corto plazo, para confiar en la promesa de futuras recompensas por parte de la Corona. No se podía seguir dependiendo de su lealtad por mucho más tiempo, pero Docwra nunca había confiado en la lealtad permanente de los jefes gaélicos.

## Fundador de Derry

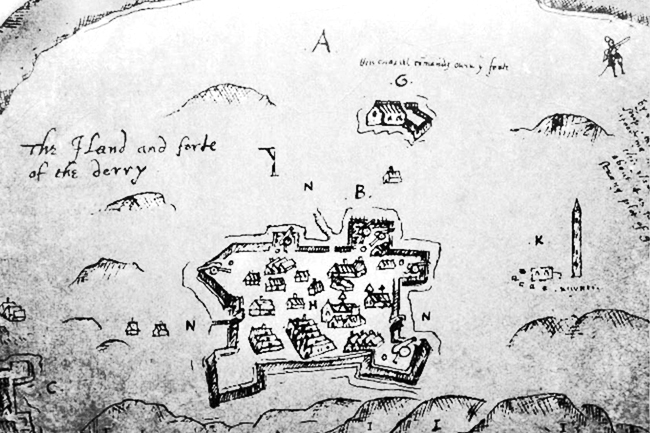
Este mapa de Derry c. 1607 es uno de las imágenes sabidas más tempranas de la ciudad.

La reputación de Docwra como "el fundador de Derry" reposa en sus intentos tempranos de desarrollar Derry como ciudad, a pesar de que a corto plazo sus esfuerzos quedaron a nada, cuando fue incendiado completamente en 1608. 
Docwra había esperado que sus servicios a la Corona en la guerra de los Nueve Años le proporcionarían abundantes recompensas y parecía tener puestas sus esperanzas en ser nombrado Lord Presidente de Úlster; pero nunca había sido popular, ni entre sus propios hombres. Carecía también de amigos poderosos en la corte, donde estaba considerado como una molestia. Se dice que lo que más temían la reina y el consejo era otra pesada carta de Docwra, respondiendo airadamente a cualquier crítica sobre su conducta. De hecho, Sir Robert Cecil finalmente decidió no molestar a la Reina con sus cartas.
Tuvo que contentarse con ser nombrado primer gobernador y preboste de Derry. La primera concesión de la ciudad le facultó para celebrar mercados y una feria. Era su deber de nombrar sheriffs, registradores y jueces de la paz y para acoger el tribunal del condado.
Docwra empezaba a cansarse de la vida en Irlanda, aunque no regresaría a Inglaterra hasta 1608. En 1606 fue reemplazado en sus cargos públicos por Sir George Paulet, cuyas relaciones con los dirigentes irlandeses de Úlster, y particularmente el gobernante de Inishowen, Sir Cahir O'Doherty, cuya lealtad Docwra había intentando ganar, era mucho menos amistosa.
Durante el posterior levantamiento de O'Doherty  en 1608, el padre adoptivo de O'Doherty, Phelim Reagh MacDavitt mató a Paulet en batalla e incendió Derry. La política de Docwra de buscar la conciliación entre los principales nobles gaélicos del Úlster resultó absolutamente desacreditada. Fue acusado de negligencia de deber y lenidad indebida hacia los nativos irlandeses, y retirado a Inglaterra en desgracia provisional. Tras la Fuga de los Condes, y la rebelión O'Doherty, la Corona inglesa ya no vio ninguna ventaja en entenderse con los caciques de Úlster: los aliados irlandeses de Docwra se arruinaron, y muchos de ellos, incluyendo Donnell O'Cahan, Niall Garve O'Donnell, y su hijo Neachtain, murieron como prisioneros en la Torre de Londres.

## Carrera posterior
Durante su retiro en Inglaterra, Docwra protestó amargamente al rey Jacobo I de que había sido injustamente acusado de incompetencia, y de su   magra recompensa por sus servicios a la Corona: en particular se quejó de no haber sido nombrado Lord Presidente de Úlster. En 1614  publicó su Narrative, que es a la vez descripción y una justificación de sus acciones militares en Irlanda. Aunque lógicamente parcial, la obra es una fuente valiosa  de información para el periodo.
Su campaña para regresar a tener un empleo gubernamental, preferentemente en Irlanda,  finalmente dio sus frutos. En 1616 fue nombrado Tesorero de Guerra para Irlanda y regresó a vivir allí.  En 1621 fue ascendido a nobleza, con una modesta concesión de tierras en Ranelagh, ahora un suburbio, pero entonces un pueblo al sur de la ciudad de Dublín, y otra propiedad cercana en Donnybrook. A pesar de su título, era un hombre relativamente pobre, en parte porque no había obtenido el cargo de vicetesorero de Irlanda, anteriormente asociado el de Tesorero de Guerra, de modo que los ingresos de Docrwa eran la mitad de los que podía haber esperado. Después de su muerte todos sus colegas le alabaron como "un hombre sincero que murió pobre". Como Tesorero  evitó la tentación de utilizar su cargo para enriquecerse; en 1618 el Consejo Privado de Inglaterra le recomendó al Lord Diputado por su cuidado y diligencia en llevar a cabo sus deberes. Su única falta seria como oficial era su excepcional lentitud en compilar sus cuentas.
En 1628 fue uno de los 15 nobles encargados de juzgar a Edmond Butler, Lord Dunboyne por masacre, después de que Butler hubiera matado a su primo, James Prendergast, en una pelea sobre el derecho de herencia a una baronía feudal irlandesa. Docwra fue el único uno en votar "culpable", y Dunboyne fue declarado exento por 14 votos a 1.
Docwra murió el 18 de abril de 1631 en Dublín, poco después de retirarse de sus cargos, y fue enterrado en Catedral de Iglesia del Cristo, Dublín. Sus colegas irlandeses enviaron una petición a sus colegas ingleses, alabándole como "un funcionario excelente", que murió (relativamente)  pobre, y encomendaba a su viuda y sus hijos para su cuidado.

## Familia
Se casó con Anne Vaughan, hija de Sir Francis  Vaughan de Sutton-a-Derwent y su esposa Anne Boynton, hija de Sir Thomas Boynton. Tuvieron dos hijos, Theodore y Henry. Theodore, el mayor, le sucedió a la baronía. Poco se sabe de él excepto que fue obligado a vender su propiedad de Ranelagh y vivía en la pobreza a su muerte en Inglaterra en 1647: como su hermano Henry había muerto antes que él, el título se extinguió. Henry Docwra tuvo también tres hijas, Anne, Frances, que murió joven, y Elizabeth; Anne se casó con el capitán Shore de Fermanagh, y Elizabeth con Basil Brooke de Brookeborough. Lady Docwra sobrevivió a su marido e hijos y falleció en 1648: al igual que su hijo mayor, vivió también con cierta pobreza los últimos años, pese a recibir ayuda de Richard Boyle, conde de Cork, que había sido un amigo cercano y aliado de su difunto marido en sus últimos años.

## Carácter
Como soldado Docwra fue valiente, hábil y cruel; los irlandeses según se dice le admiraban como "un ilustre caballero de cordura y prudencia, una pilar de batalla y conflicto". Mostró una habilidad considerable en negociar con los clanes irlandeses, y se sabe que fomentaba las peleas entre ellos para fortalecer la posición de la Corona. Los historiadores han remarcado que las acusaciones hechas contra Docwra por sus enemigos políticos  de lenidad "excesiva" hacia los irlandeses habrían asombrado a los propios irlandeses, miles de los cuales se dice que murieron directa o indirectamente a raíz de sus acciones. Como Tesorero de Guerra,  tuvo sus críticos, pero también disfrutó de una envidiable reputación por ser diligente, concienzudo e íntegro, aunque bastante lento en su trabajo
En su vida privada disfrutó de una reputación de ser sincero, y un hombre de juicio independiente. En asuntos religiosos, se dice que fue, según los estándares de la época, bastante tolerante. Mientras  que no hay dudas de que las tropas inglesas bajo su mando mataron numerosos sacerdotes, su biógrafo argumenta que Docwra ni ordenó ni aprobó estos asesinatos.